# Morti nel 1103
| Questa pagina contiene informazioni ricavate automaticamente dalle voci biografiche con l'ausilio del template Bio e di un bot. L'aggiornamento è periodico e automatico e ricostruisce completamente la pagina. Se manca una persona in questa lista, sei pregato di non aggiungerla, ma accertati piuttosto che la sua voce biografica contenga il template Bio e che i dati anagrafici siano correttamente compilati. Se il template Bio manca, inseriscilo tu stesso o, in alternativa, metti l'avviso {{tmp\|Bio}} che ne segnala la mancanza. Se i dati riportati sono sbagliati, correggi direttamente la voce biografica; le modifiche saranno visibili in questa lista entro pochi giorni. Per chiarimenti vedi il progetto biografie. La lista contiene solo le 13 persone che sono citate nell'enciclopedia e per le quali è stato implementato correttamente il template Bio. Pagina aggiornata al 13 gen 2025. |

- 2 gennaio - Teodorico II di Bar, nobile
- 28 febbraio - Enrico I di Tubinga, nobile tedesco
- 21 marzo - Sibilla di Conversano, duchessa
- 23 marzo - Oddone I di Borgogna, cavaliere medievale francese (n. 1058)
- 10 luglio - Eric I di Danimarca, re danese (n. 1055)
- 24 agosto - Magnus III di Norvegia, re norvegese
- 19 ottobre - Umberto II di Savoia, conte (n. 1065)
- Isaac Alfasi, rabbino e giurista marocchino (n. 1013)
- Cuno di Northeim, nobile tedesco
- Enrico I della Marca Orientale sassone, nobile tedesco (n. 1070)
- Gabriele di Melitene, politico armeno (n. 1055)
- Guido IV Guidi, nobile e militare italiano
- Ebles di Roucy, nobile francese